# Drogowle
Drogowle – wieś w Polsce położona w województwie świętokrzyskim, w powiecie kieleckim, w gminie Raków.
Były wsią biskupstwa krakowskiego w województwie sandomierskim w ostatniej ćwierci XVI wieku. W latach 1975–1998 miejscowość administracyjnie należała do województwa kieleckiego.
Przez wieś przechodzi  żółty szlak turystyczny z Szydłowa do Widełek.

## Części wsi
| SIMC    | Nazwa  | Rodzaj    |
| ------- | ------ | --------- |
| 0265371 | Nowiny | część wsi |
| 0265388 | Ruda   | część wsi |

## Historia
Drogowle w wieku XIX to wieś i folwark rządowy nad rzeką Czarną, w powiecie opatowskim, ówczesnej gminie Rembów, parafii Raków.
Czynny był młyn wodny.

W r. 1579 własność biskupów krakowskich w parafii Potok, było wówczas 5 osad na 21/2 łana.

We wsi kościół filialny, erygowany z legatu ks. Lipskiego, a w roku 1633 konsekrowany – murowany.

Do 1644 stanowiły Drogowle osobną parafię.
W roku 1883 wieś liczyła 39 domów 259 mieszkańców 357 mórg ziemi dworskiej i 773 mórg włościańskiej.

## Zabytki
Kościół filialny pw. św. Andrzeja wzniesiony w latach 1620–1630, wpisany do rejestru zabytków nieruchomych (nr rej.: A.452 z 2.10.1956 i z 23.06.1967).